# Nanosemantica
Nanosemántica  (en ruso: Лаборатория Наносемантика, Laboratorya Nanosemantica) es una empresa rusa de Tecnología de la información (TI) que se especializa en el procesamiento del lenguaje natural (PLN), la visión artificial (VA), el Reconocimiento Automático del Habla (RAH/TTS) y la creación de interfaces de diálogos interactivos (chat bots, asistentes virtuales, etc.) basados en inteligencia artificial (IA). En sus proyectos, la empresa utiliza modernas plataformas de redes neuronales, incluida su propia plataforma PuzzleLib, que se ejecuta en procesadores rusos “Elbrus” y en el sistema operativo Astra Linux. La empresa fue fundada en 2005 por Igor Ashmanov y Natalia Kaspersky.

## Actividad

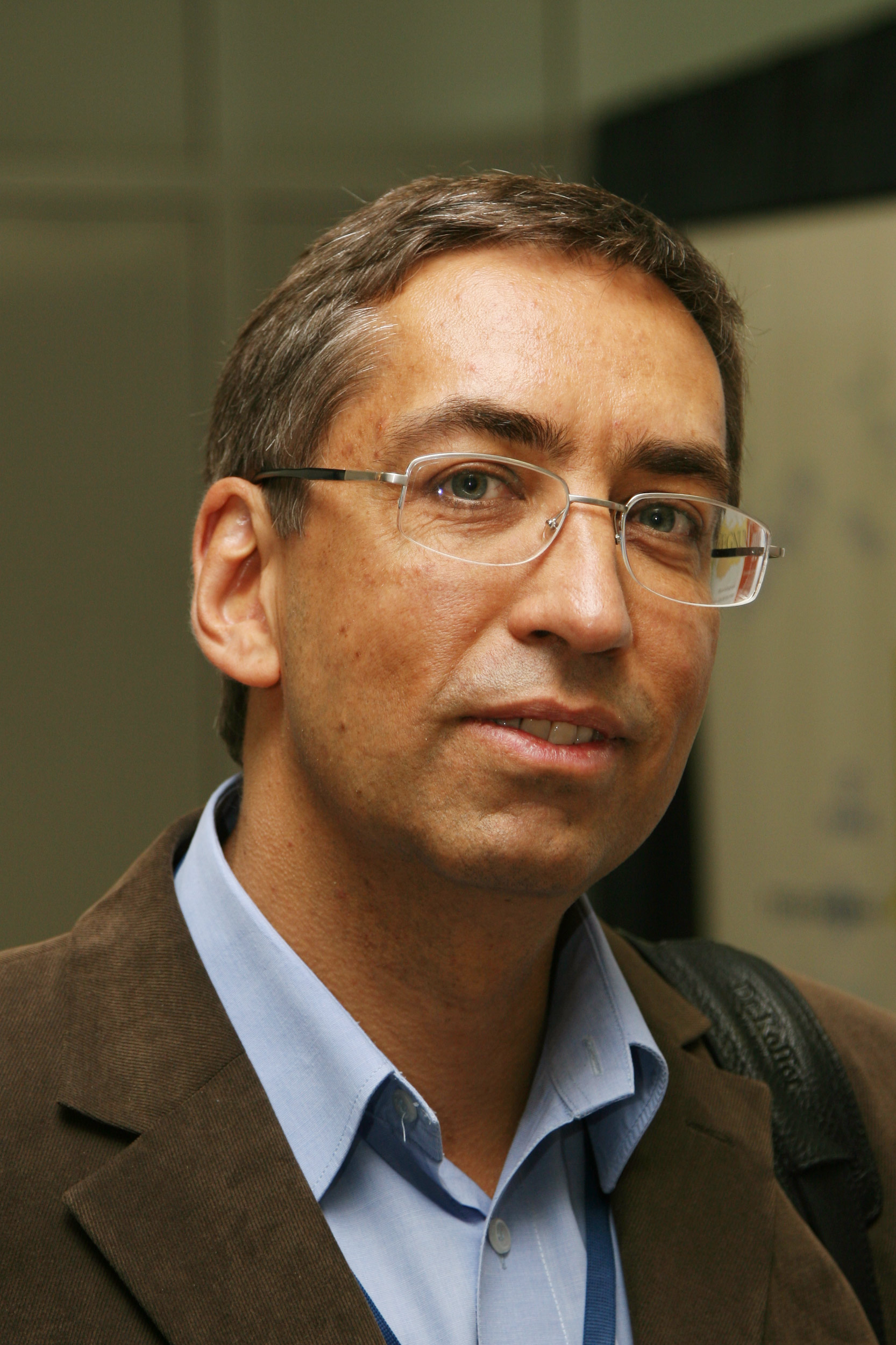
伊戈尔·阿什马诺夫 (Igor Ashmanov)

Es una de las primeras empresas en el mercado ruso en empezar a desarrollar interfaces interactivos para varios sectores comerciales, así como apoyo a comunidades de desarrolladores de IA. La solución más demandada por los negocios hoy en día son los “consultores en línea” automáticos que, en la modalidad de “chat”, explican a los consumidores las cuestiones del uso de productos comerciales. 
En 2009, la empresa presentó el proyecto “iii.ru”, un servicio gratuito donde los usuarios eran capaces de crear, capacitar y demostrar criaturas virtuales “infs” con las cuales se puede mantener un diálogo a través de un chat de texto. Durante la existencia del servicio, los usuarios han creado más de 2,3 millones de "infs" capaces de comunicarse no solo con los visitantes, sino también entre ellos. 
Las redes sociales populares y los sistemas de mensajería instantánea se pueden usar como plataformas para colocar chatbots. Al crear bots, la empresa utiliza su propio lenguaje de programación lingüístico Dialog Language (DL). 
Entre las industrias donde se aplican los desarrollos de “Nanosemántica” se encuentran bancos y servicios financieros, telecomunicaciones, comercios minorista, industrias de turismo y automotriz, producción de electrodomésticos, etc. Entre los clientes, la empresa enumera a VTB, Beeline, MTS, Sberbank, Higher School of Economics, Webmoney, Gazpromneft, Rostelecom, Ford Motors, Ministerio de Salud de la Federación Rusa, etc.
“Nanosemántica” utiliza el término "inf" para referirse a sus numerosos tipos de chatbots. Este término fue creado por uno de los fundadores de la empresa, Igor Ashmanov. En el monografico "Fundamentos de la informatica de negocios", publicado por Higher School of Economics en 2014, se lleva a cabo el estudio de la eficacia de tales “infs” para los negocios. Se argumenta que los chatbots diseñados para proyectos comerciales específicos pueden reducir la presión de los empleados, recopilar las estadísticas de demanda del mercado y aumentar la lealtad del consumidor. Los consumidores se fidelizan gracias a que les gustan las respuestas rápidas y claras que reciben de los "infs" a sus preguntas (para preparar las respuestas se utilizan grandes bases de datos). En el monografico de Higher School of Economics también se describe por separado el proyecto “Nanosemántica” para la sucursal rusa de Ford Motors, cuando se utilizaron las capacidades de IA para promocionar el modelo de automóvil Ford Kuga. Se informa que en 2 meses desde el inicio de la campaña publicitaria en el sitio de promoción del producto se realizaron 47,774 conversaciones de visitantes con los especializados "infs", los usuarios hicieron varios cientos de miles de preguntas, y el chat más largo duró 3 horas y 10 minutos. Después de un año de promoción, se demostró que el 28,6% de las personas que hicieron pedidos anticipados hablaron con "inf".
En 2016 la empresa “Nanosemántica” lanzó la plataforma "SaaS" en la cual los usuarios podían crear bots consultores para sus sitios web.
Dialog Operating System (DialogOS) es considerado el producto estrella de la compañía; una plataforma profesional a nivel empresarial para crear bots inteligentes de voz y texto. El sistema se basa en un lenguaje lingüístico propio de programación para crear escenarios flexibles y crear módulos de procesamiento de lenguajes naturales de red neuronal que son capaces de entender que quiere el interlocutor del chatbot. 
En 2021, la empresa presentó la tecnología NLab Speech ASR lo que es un conjunto de algoritmos de redes neuronales para el procesamiento de señales de audio y análisis de texto que han sido enseñados y calibrados en grandes datos de voz etiquetados manualmente. La velocidad de procesamiento de datos de esta tecnología en la infraestructura de la nube de “Nanosemántica” puede alcanzar 6 factores en tiempo real, y la tasa de precisión en datos de audio ruidosos es más del 82%. En marzo de 2022 esta tecnología fue incluida en el Registro Unificado de Programas Rusos para Computadoras Electrónicas y Bases de Datos. 
Simultáneamente en el Registro Unificado junto a NLab Speech ASR también fue incluido NLab Speech TTS. Esta es una tecnología del habla que genera una señal de voz a partir de un texto impreso, es decir, es una producción artificial del habla humana. 
En 2021 los ingresos anuales de la empresa superaron los 100 millones de rublos.

## Proyectos conjuntos

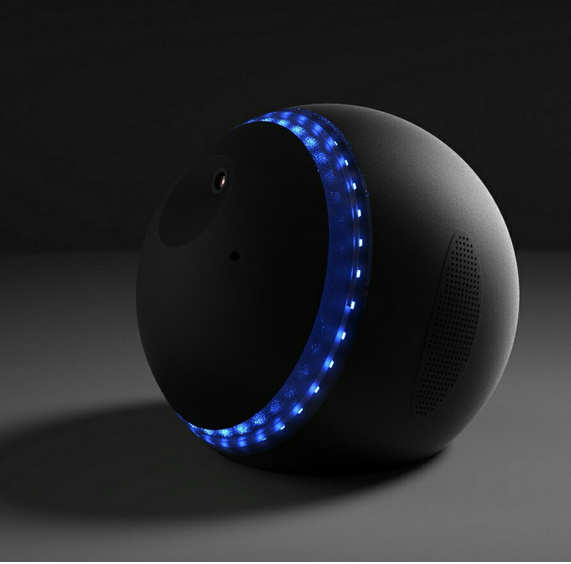
El robot-asistente "Lexy"

En 2009 la empresa Mail.ru negocició con “Nanosemántica” un acuerdo de opción para recibir un paquete del 10 % al 20 % de las acciones.
“Nanosemántica” participa en proyectos de “Ashmanov & Partners” relacionados con la IA. Desde 2014 ha estado participando en el desarrollo de un “asistente virtual” de hardware llamado Lexy.
En agosto de 2019 se anunció que “Nanosemántica” iba a participar en la creación de un sistema operativo abierto para crear asistentes de voz automatizados. El proyecto se denominó SOVA (Smart Open Virtual Assistant, “asistente virtual inteligente abierto”) y recibió una inversión de 300 millones de rublos del Fondo de Apoyo de Proyectos de la Iniciativa Nacional de Tecnología (INT).
La empresa mantiene asociaciones a largo plazo con la industria “Neuronet”, Yandex y el Centro de Innovación de Skólkovo (es residente del clúster de tecnología de la información). 
Junto con la startup estadounidense Remedy Logic, “Nanosemántica”  ha desarrollado un sistema de diagnóstico que con la ayuda de la inteligencia artificial determina patologías de la columna, obtenidas en imágenes por resonancia magnética, incluidas estenosis lumbar central, foraminal y lateral, hernia, artrosis, y también ofrece opciones de tratamiento.
En agosto de 2021, la empresa se convirtió en residente del Valle Tecnológico de la Universidad Estatal de Moscú. 
En 2021, “Nanosemántica” se hizo miembro del Comité de Inteligencia Artificial de la Asociación de Desarrolladores de Software “Software Nativo”.
Una de sus misiones, "Nanosemántica", llama al apoyo de iniciativas destinadas a la preservación y desarrollo del idioma ruso. En mayo de 2021, junto con el Instituto Estatal de la Lengua Rusa, la compañía creó un bot de chat especial llamado Phil, que explica a los usuarios los significados de varios neologismos y sugiere sinónimos para ellos. El vocabulario del chatbot incluye más de 500 neologismos y, además, el robot puede proporcionar información sobre palabras de jerga, profesionalismo, etc. 
En 2021, “Nanosemántica”, junto con otras grandes empresas rusas, firmó un “código de ética para la inteligencia artificial”, que establece normas para el comportamiento ético de las empresas que se dedican al desarrollo e implementación de tecnologías de Inteligencia Artificial.

### Concursos tecnológicos
Desde 2015, la empresa organiza regularmente concursos de prueba de Turing por toda Rusia para desarrolladores de software, algunos de estos eventos se organizan conjuntamente con Microsoft. Durante la competencia, los jueces seleccionan aleatoriamente un interlocutor virtual y durante una breve charla deben determinar si están hablando con una persona o una máquina. Por otro lado, pueden actuar tanto el chat bot como el creador (operador) del chat bot. Los resultados se miden en porcentaje, que se obtiene del total de jueces.
En 2021, en el marco del proyecto federal “Inteligencia Artificial”, “Nanosemántica” participó en concursos tecnológicos realizados por la Iniciativa Tecnológica Nacional.
En diciembre de 2021, el “Centro de Recursos de Diseño Universal y Tecnologías de Rehabilitación” y “Nanosemántica” realizaron un encuentro de programadores de toda Rusia para desarrollar soluciones utilizando inteligencia artificial en el campo de la medicina. En tres días, los participantes desarrollaron programas simuladores para pacientes con trastornos del habla. 
En abril de 2022, con el apoyo de “Nanosemántica”, en la Universidad Tecnológica Rusa se llevó a cabo un encuentro de programadores de estudiantes para desarrollar algoritmos para generar falsificaciones de voz (deepfakes). 17 equipos compitieron en la creación de un programa que copie la voz de una persona en particular.

## Reconocimiento

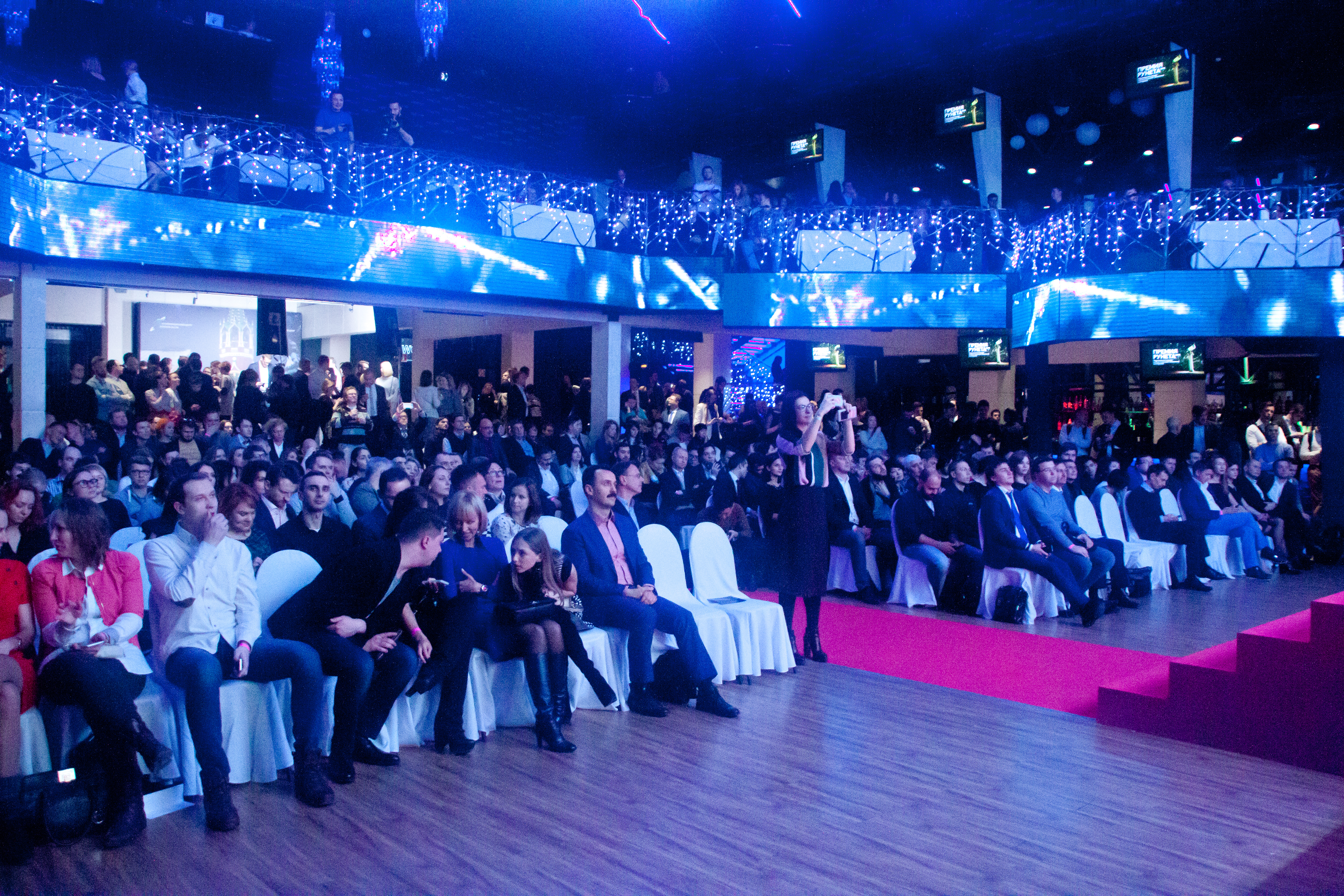
Premio Runet 2016

Desde su fundación, “Nanosemántica” ha recibido una gran serie de premios. Entre ellos se encuentran varios premios de la industria profesional ROTOR, recibidos por el sitio web iii.ru, creado en 2009. El sitio brinda al público en general los medios para crear y capacitar asistentes virtuales, que luego pueden ser utilizados en sitios web o integrados en las redes sociales.
En 2013, la asistente virtual Dana, creada por “Nanosemántica” para “Beeline Kazakhstan”, recibió el prestigioso premio profesional “Crystal Headset” en la nominación a la “Mejor Aplicación de Tecnología”.
En 2015, la empresa internacional de medios RBTH incluyó a “Nanosemántica” en su lista de los “50 Mejores Startups” en Rusia. En 2016, “Nanosemántica” recibió el premio estatal “Runet” en dos nominaciones: "estado y sociedad" y "tecnología e innovación".
En septiembre de 2021, el equipo de “Nanosemántica” ganó en un encuentro de programadores dedicado a encontrar formas de identificar esquemas de corrupción en las leyes rusas.
En febrero de 2022, “Nanosemántica” ganó en la segunda etapa del concurso “National Technological Initiative”, llamado “Prochtenie” por la creación de sistemas de inteligencia artificial para revisar ensayos de los escolares. El equipo de programadores corporativos recibió 20 millones de rublos por superar la barrera tecnológica en la competencia  en idioma inglés, así como 12 millones de rublos por el primer lugar en la nominación especial "Estructura" en la competencia de redacción en idioma ruso.